# St. Johnstone Football Club 2013-2014
Questa voce raccoglie le informazioni riguardanti il St. Johnstone Football Club nelle competizioni ufficiali della stagione 2013-2014.

## Rosa
| N. |                             | Ruolo | Calciatore        |
| -- | --------------------------- | ----- | ----------------- |
| 1  | Irlanda del Nord (bandiera) | P     | Alan Mannus       |
| 2  | Scozia (bandiera)           | D     | Dave Mackay       |
| 3  | Scozia (bandiera)           | D     | Tam Scobbie       |
| 4  | Irlanda (bandiera)          | C     | Patrick Cregg     |
| 5  | Scozia (bandiera)           | D     | Frazer Wright     |
| 6  | Scozia (bandiera)           | D     | Steven Anderson   |
| 7  | Scozia (bandiera)           | C     | Chris Millar      |
| 8  | Scozia (bandiera)           | C     | Gary McDonald     |
| 9  | Scozia (bandiera)           | A     | Steven MacLean    |
| 10 | Scozia (bandiera)           | C     | David Wotherspoon |
| 11 | Paesi Bassi (bandiera)      | A     | Nigel Hasselbaink |
| 12 | Inghilterra (bandiera)      | C     | James Dunne       |
| 15 | Inghilterra (bandiera)      | P     | Steve Banks       |

| N. |                        | Ruolo | Calciatore                 |
| -- | ---------------------- | ----- | -------------------------- |
| 17 | Scozia (bandiera)      | A     | Stevie May                 |
| 18 | Scozia (bandiera)      | C     | Murray Davidson            |
| 19 | Scozia (bandiera)      | D     | Gary Miller                |
| 20 | Scozia (bandiera)      | C     | Scott Brown                |
| 21 | Scozia (bandiera)      | D     | Callum Davidson            |
| 22 | Inghilterra (bandiera) | C     | Lee Croft                  |
| 23 | Irlanda (bandiera)     | D     | Tim Clancy                 |
| 24 | Scozia (bandiera)      | D     | Brian Easton               |
| 25 | Scozia (bandiera)      | A     | Chris Iwelumo              |
| 29 | Scozia (bandiera)      | A     | Michael Francis O'Halloran |
| 31 | Scozia (bandiera)      | A     | Dylan Easton               |
| —  | Scozia (bandiera)      | C     | Mark Davies                |